# Anna (film 1951)
Anna è un film del 1951 diretto da Alberto Lattuada.

## Trama
Anna, giovane suora novizia, lavora come infermiera in un ospedale pubblico di Milano, dove è benvoluta da medici e pazienti per la sua dolcezza e per lo zelo che mette nel suo lavoro. Una notte giunge all'ospedale un uomo rimasto gravemente ferito in un incidente stradale, in cui Anna riconosce Andrea, il giovane di cui era innamorata e con il quale avrebbe dovuto sposarsi prima di prendere i voti. Mentre il primario opera il ferito, la novizia ripensa agli avvenimenti passati che l'hanno indotta alla nuova scelta di vita.
Tempo prima, Anna faceva la cantante in un locale notturno: a quel tempo era l'amante di Vittorio, addetto al bar dello stesso locale, un uomo crudele e cinico, al quale era legata da una passione morbosa. Avendo conosciuto Andrea, giovane buono, di sani principi, si era innamorata di lui e per sottrarsi all'ascendente di Vittorio aveva abbandonato il suo lavoro e si era rifugiata nella fattoria dell'amato, dove era stata ben accolta dalla famiglia, dopo un'iniziale diffidenza da parte della madre di Andrea. Ma Vittorio era riuscito a rintracciare la ragazza e, presentatosi alla tenuta di campagna il giorno prima delle nozze di Anna con Andrea, ingaggiò con quest'ultimo una violenta lotta, durante la quale partì un colpo di pistola che colpì a morte Vittorio. Anna, rimasta ferita nella stessa colluttazione e scacciata da Andrea, macchiatosi di un delitto per causa sua, era quindi fuggita traumatizzata dalla tenuta per poi essere soccorsa da un passante; la donna, durante la sua degenza in ospedale, maturò la decisione di prendere i voti e farsi suora.
L'animo della novizia è combattuto tra l'amore per l'uomo, ancora vivo in lei, e i doveri derivati dalla sua nuova vita: Andrea, che ha superato l'intervento ed è ora convalescente, le dichiara di essere ancora innamorato di lei e le domanda nuovamente di sposarlo, proponendole di fuggire via dall'ospedale insieme a lui la sera in cui verrà dimesso; Anna è sul punto di cedere, quando però giunge notizia di un grave disastro ferroviario, che ha provocato numerosi feriti, alcuni dei quali in condizioni critiche. La donna sceglie di non tornare da Andrea, mancando così all'appuntamento e preparandosi invece, assieme al professor Ferri, primario dell'ospedale, per un intervento chirurgico in sala operatoria di uno dei feriti più gravi dell'incidente, convinta in cuor suo, pur soffrendo per aver rinunciato nuovamente all'uomo che ama, di aver fatto la scelta giusta.

## Produzione

Alberto Lattuada spiega una scena a Silvana Mangano sul set

Lattuada, reduce dal flop del suo precedente film Luci del varietà (co-diretto con Federico Fellini) e oberato di debiti, per riprendersi economicamente accettò di dirigere per la Lux Film un melodramma strappalacrime, filone allora molto in voga tra il pubblico italiano.
Il film fu in parte girato nell'Ospedale Niguarda Ca' Granda di Milano. Nelle scene iniziali viene mostrata l'alta qualità delle strutture dell'ospedale: cucine, lavanderie e altri reparti, realizzati con criteri molto avanzati per quei tempi.
Molte scene di esterni sono state girate nella tenuta di Dino De Laurentis Villa Catena (la tenuta della famiglia di Andrea nella finzione del film), situata a Poli, in provincia di Roma (mentre nella finzione del film la tenuta si trova nelle campagne intorno a Milano). Gli esterni delle abitazioni di campagna e i vialetti di mortella sono ancora oggi visibili dentro la tenuta, in stato di abbandono. Anche la chiesa dove vengono girate alcune scene, si trova a Poli ed è la chiesa parrocchiale di San Pietro (sono visibili e riconoscibili sia il Battistero che l'Altare maggiore).
Molte delle comparse furono scelte dalla produzione proprio tra gli abitanti di Poli.
Nel film appare, nel piccolo ruolo dell'assistente di Vittorio Gassman al night-club, anche un'allora esordiente e sconosciuta Sophia Loren, accreditata nei titoli con il suo primo pseudonimo, Sofia Lazzaro.

## Colonna sonora
La colonna sonora di Anna comprende due celebri temi cantati da Flo Sandon's. Non Dimenticar, musica di Gino Redi e testo originale di Michele Galdieri, ottenne grande successo nella versione di Nat King Cole nel 1958 e in seguito venne reinterpretata da artisti come Jerry Vale e Sergio Franchi. La samba (baião) El Negro Zumbón scritta da Franco Giordano ma depositata in Siae insieme ad Armando Trovajoli, sulle cui note balla Silvana Mangano, divenne popolare all'estero anche con il nome Anna e fu registrata, tra gli altri, da Amália Rodrigues nel 1953, Connie Francis nel 1961, Tito Puente nel 2000 e dai Pink Martini nel 2004. Il chitarrista che si vede nella scena suonare il brano El Negro Zumbon è Gino Palombo, zio e maestro dei chitarristi Mauro Restivo e Giovanni Palombo, mentre il direttore dell'orchestra che suona in piedi è l'autore del brano Franco Giordano.

## Distribuzione
Il film venne distribuito nelle sale cinematografiche italiane il 20 dicembre del 1951.

## Accoglienza
La pellicola è stata il maggior successo commerciale del regista: Anna fu infatti il primo film italiano a raggiungere il miliardo di lire (dell'epoca) d'introito, risultando il maggior incasso in Italia della stagione cinematografica 1951-1952, rimettendo dunque in sesto le finanze di Lattuada.
Il film detiene ad oggi il 38º posto nella classifica dei film italiani più visti di sempre con 8 965 624 spettatori paganti.

## Doppiaggio
Anna, nonostante fosse un film italiano, venne girato in lingua inglese, per poter essere distribuito facilmente anche nei Paesi anglofoni (dove non esisteva il doppiaggio dei film in lingua straniera) e dunque solo successivamente fu doppiato in italiano; una buona parte degli attori del film non recita con la propria voce nella versione italiana.
- Lydia Simoneschi doppia Silvana Mangano per la quarta volta e continuerà a farlo ancora in cinque pellicole successive. Nelle scene di canto sia della versione in inglese che in quella italiana, però, la Mangano ha invece la voce della cantante Flo Sandon's.
- I due protagonisti maschili sono interpretati da Raf Vallone e Vittorio Gassman che già avevano lavorato insieme alla Mangano in Riso amaro; anche i due attori nella versione italiana non recitano con la propria voce: sono infatti doppiati rispettivamente da Mario Pisu e Gualtiero De Angelis.
- Curioso il caso di Tina Lattanzi, che nella versione in italiano doppia Gaby Morlay mentre come attrice è a sua volta doppiata da Giovanna Scotto.
- I ruoli di Lucia e Luisa sono interpretati dalle sorelle di Silvana Mangano, Natascia e Patrizia, doppiate rispettivamente da Miranda Bonansea e Rosetta Calavetta, che però in seguito ad Anna non apparvero più in altre pellicole.

## Omaggi
- La scena in cui Silvana Mangano canta e balla le note di El Negro Zumbon di Francesco Giordano e Armando Trovajoli, è stata riproposta da Giuseppe Tornatore in Nuovo Cinema Paradiso (Anna è il primo film che viene proiettato dopo l'inaugurazione del Cinema Paradiso, precedentemente distrutto dall'incendio) e da Nanni Moretti nel secondo episodio (Isole) del film Caro diario.

- La stessa scena, insieme ad altre, è presente inoltre nel film Mogli pericolose di Luigi Comencini.